# Noaptea cometei (film din 1984)
Noaptea cometei, denumire originală Night of the Comet, este un film științifico-fantastic, de groază, comedie, romantic din 1984 regizat de Thom Eberhardt cu Catherine Mary Stewart, Robert Beltran și Kelli Maroney. Filmul a fost votat pe locul 10 în Bloody Disgusting's Top 10 Doomsday Horror Films în 2009.

## Prezentare
Acțiunea se învârte în jurul unui grup de oameni care au supraviețuit după ce o cometă care a trecut pe lângă Pământ i-a transformat pe toți oamenii în praf roșu, în afară de cei care au fost complet închiși în containere de metal închise etanș.

## Povestea
Pământul trece prin coada unei comete care ultima dată a intersectat orbita planetei acum 65 de milioane de oameni, când au dispărut dinozaurii. Câțiva, considerând că nu este doar o coincidență, se ascund într-un laborator subteran, dar uită să închidă aerisirea. În noaptea când trebuie să se apropie cometa, restul omenirii însă petrece și se distrează așteptând acest eveniment. 
O tânără de 18 ani, Regina „Reggie” Belmont (Catherine Mary Stewart) lucrează într-un cinematograf din sudul Californiei. Supărată că scorul ei la jocul arcade Tempest a fost bătut de altcineva cu inițialele „DMK”, ea decide să nu se mai joace și se duce să facă dragoste cu prietenul ei, care era și el angajat al cinematografului. Ei își petrec toată noaptea într-o cameră metalică din care se proiectau filmele pe ecran. Între timp, sora ei de 16 ani, Samantha „Sam” (Kelli Maroney) se ceartă cu mama ei și se baricadează toată noaptea în atelierul metalic cu scule.
Dimineața următoare, o ceață roșie acoperă întreaga lume. Nu este niciun semn de viață nicăieri, doar haine aruncate pe jos și un praf roșu lângă ele. Reggie și cu prietenul ei de trezesc fără să știe că ceva straniu s-a întâmplat. Iubitul ei iese afară din cinematograf dar este ucis imediat de un zombie cu o cheie franceză. Când Reggie iese afară să vadă unde a dispărut iubitul ei, îl găsește pe zombie mâncându-l. Acesta încearcă să o atace, dar ea îl lovește și scapă. Observând că se află într-o lume pustie, Reggie se duce acasă cu o motocicletă, unde o găsește în viață doar pe sora ei.  
După ce îți dau seama ce s-a întâmplat, cele două surori aud la radio vocea prezentatorului și se hotărăsc să meargă la sediul postului de radio, dar aici realizează că radio-ul emite automat. Totuși aici se întâlnesc cu un alt supraviețuitor, cu Hector Gomez (Robert Beltran). Acesta și-a petrecut noaptea cu o femeie în remorca metalică a camionului său, iar dimineața aceasta a fost atacată de zombie la fel cum a pățit fostul iubit al lui Reggie. Când Sam întrerupe emisia și vorbește la microfon, sunt sunați de un grup de oameni de știință dintr-un laborator subteran guvernamental și li se spune să stea pe loc deoarece va veni după ei o echipă de salvare. Oamenii de știință îi atenționează că au fost parțial afectați de cometă și trebuie să fie neapărat salvați: toți oamenii care au supraviețuit și au fost expuși parțial se vor transforma în zombie și vor sfârși până la urmă ca un praf roșu. Noaptea, Sam visează că este atacată într-o mașină și în sediul postului de radio de doi polițiști zombie.  Hector pleacă acasă să afle dacă există supraviețuitori în familia sa, în timp ce Reggie și Sam merg să se distreze într-un magazin local. După ce sunt surprinse de o bandă de tineri zombie, fetele sunt luate prizoniere dar sunt salvate de o echipă sosită din partea laboratorului subteran. 
După ce sunt examinate, Reggie este imediat dusă la bază. Audrey White (Mary Woronov), un om de știință deziluzionat, pe moarte, se oferă să rămână cu Sam pentru a-l aștepta pe Hector. Un alt om de știință care rămâne cu ele crede că Sam a fost expusă și trebuie executată. Totuși, Audrey își dă seama că Sam este sănătoasă. După ce se preface că o eutanasiază, Audrey îl împușcă pe colegul ei și se duce la postul de radio. Când Hector se întoarce, o găsește pe Audrey care îi dă un bilet cu mai multe informații ca s-o salveze pe Reggie după care se sinucide cu o injecție letală.  
Oamenii de știință au suspectat și s-au pregătit împotriva efectelor cometei, dar din nefericire, sisitemul de aerisire a rămas deschis, astfel încât au fost parțial contaminați. Între timp, Reggie care a devenit suspicioasă în ceea ce privește intențiile acestora, evadează și descoperă că oamenii de știință sunt pe moarte și vânează supraviețuitori pentru a le lua sângele cu scopul de a descoperi un leac. 
Hector și Sam o găsesc pe Reggie, care tocmai salvase doi copii, o fată și un băiat. Câțiva cercetători sunt aruncați în aer în timp ce încearcă să-i prindă, iar restul oamenilor de știință vor pieri în cele din urmă datorită efectelor cometei.
În cele din urmă, ploile spală praful roșu și curăță lumea de efectele cometei. Supraviețuitorii au format o familie: Hector și Reggie împreună cu cei doi copii. Doar Sam este nemulțumită deoarece a rămas singură. Noua familie stă la semafor când e roșu spre uimirea lui Sam care le spune că nu are cine să dea peste ei cu vreo mașină. Dar Reggie îi răspunde că viitorul omenirii stă pe umerii lor așa că trebuie să dea exemplu copiilor. Furioasă Sam trece pe roșu și dintr-o dată o mașină sport apare condusă de Danny Mason Keener, un tânăr de vârsta ei care, după ce își cere scuze dacă a speriat-o, o invită la o plimbare. În scena de final este arătat numărul de înmatriculare al mașinii care conține inițialele DMK, aceleași de pe jocul arcade.

## Distribuția
- Catherine Mary Stewart este Regina "Reggie" Belmont
- Kelli Maroney este Samantha "Sam" Belmont
- Robert Beltran este Hector Gomez
- Sharon Farrell este Doris, mama vitregă a lui Reggie și Sam
- Mary Woronov este Audrey White
- Geoffrey Lewis este Dr. Carter, conducătorul laboratorului subteran
- Peter Fox este Dr. Wilson, unul dintre cercetători
- John Achorn este Oscar
- Michael Bowen este Larry Dupree
- Devon Ericson este Minder
- Lissa Layng este Davenport
- Janice Kawaye este Sarah, un copil salvat
- Chance Boyer este fratele lui Sarah, al doilea copil salvat
- Ivan E. Roth este Willy
- Dick Rude este Stockboy
- Chris Pedersen este Stockboy
- John Stuart West este Monster Cop
- Alex Brown este Monstrul de pe stradă
- Marc Poppel este Danny Mason Keener / DMK